# Réunionpurpurhöna
Réunionpurpurhöna (Porphyrio caerulescens) är en utdöd fågelart i familjen rallar inom ordningen tran- och rallfåglar. Den tros ha förekommit på ön La Réunion i Indiska oceanen. Arten är endast känd från reserapporter, varför den vanligen anses vara hypotetisk. Internationella naturvårdsunionen IUCN och BirdLife International erkänner den dock som god art. Den senaste rapporten är från 1724 och fågeln tros ha dött ut kring år 1730. Den minskade i antal troligen på grund av jakt, vilket förvärrades när råttor oavsiktligt infördes till ön 1676.